# العامل الماهر سايتو في عالم آخر
العامل الماهر سايتو في عالم آخر هي سلسلة مانغا يابانية يتم نشرها من قبل كادوكاوا شوتين منذ أكتوبر 2018 وتم جمعها في 7 تانكوبون وتم عمل مسلسل أنمي من قبل سي 2 سي سيعرض في يناير 2023.